# North Oaks, Minnesota
North Oaks là một thành phố thuộc quận Ramsey, tiểu bang Minnesota, Hoa Kỳ. Năm 2010, dân số của thành phố này là 4469 người.

## Dân số
- Dân số năm 2000: 3883 người.
- Dân số năm 2010: 4469 người.